# Erythraspides vitis
Erythraspides vitis är en stekelart som först beskrevs av Harris.  Erythraspides vitis ingår i släktet Erythraspides och familjen bladsteklar. Inga underarter finns listade i Catalogue of Life.